# Nesillas lantzii
Nesillas lantzii là một loài chim trong họ Acrocephalidae.